# Kościół Ścięcia św. Jana Chrzciciela w Carmagnoli
Kościół Ścięcia św. Jana Chrzciciela w Carmagnoli (wł. Chiesa confraternitale di San Giovanni Decollato) – rzymskokatolicki kościół zlokalizowany w centrum miasta Carmagnola we Włoszech (Piemont), przy Piazza Garavelle, należący do archidiecezji turyńskiej.

## Historia i architektura
Budowę świątyni rozpoczęto w 1614 na działce podarowanej przez miasto (wcześniej miało tu siedzibę powstałe w 1597 katolickie stowarzyszenie szafarzy). Obiekt poświęcono 27 sierpnia 1622. 

## Wyposażenie
Kościół o stonowanej fasadzie ma bogate wyposażenie wnętrza, w tym okazałą ambonę i sztukaterie. Obrazy namalował artysta z Carmagnoli – Ottaviano Trombetta, a rzeźby wykonał Stefano Maria Clemente. Chór nad wejściem powstały w trzeciej dekadzie XVII wieku jest arcydziełem sztuki szafarskiej i nadal stanowi miejsce spotkań stowarzyszenia szafarzy. Renowacje kościoła były prowadzone w latach 90. XX wieku, a także w latach 2016 i 2018.

## Organy
W kościele znajdują się mechaniczne organy Tiburzio Gorla z 1873 złożone z 21 cienkich piszczałek cynowych (renowacja w 2016).